# 주전장
주전장(主戰場, Shusenjo: The Main Battleground of Comfort Women Issue)은 2019년 7월 개봉한 다큐멘터리 영화이다. 일본군 위안부 문제에 대해, 관련자들의 인터뷰 등을 통해 다양한 진영의 여러 의견을 담고, 그에 대한 세부적인 사실 관계를 따져보는, 말 그대로 위안부 문제의 '주 전장(戰場)'에 뛰어든 영화이다.

## 출연진
- 와타나베 미나(渡邊美柰): 활동가. '여성들의 전쟁과 평화 자료관' 사무국장.

- 토츠카 에츠로(戶塚悅郞): 인권 변호사, 최초로 성노예라는 표현을 사용.

- 코바야시 세츠(小林節): 헌법학자. 게이오기주쿠 대학교 명예교수. 일본회의의 목적에 대해 폭로.

- 마츠모토 마사요시: 구 일본군 위생병, 전후 목사로 재직하다가 야스쿠니 신사참배 반대운동을 전개함.

- 요시미 요시아키: 역사학자. 주오대학 명예교수.

- 데이비드 몬카와 선생 : 일본계 미국인. 샌프란시스코 소녀상 설립 공청회에서 우익 성향 일본인과 일본계 미국인들에 맞서 설득력 있게 증언했다

- 아베 코키 교수. 일부 위안부들이 자유로운 듯한 모습으로 기록되었더라도 그 일순간의 자유를 포함한 모든 것을 통제받았으므로 ('토탈콘트롤'이라고 표현) 성노예라고 설명

하야시 히로후미 교수 : 역사학자답게 위안부 자료의 맥락을 따져서 여러 오해를 정리해준다.(전장의 물가가 일본 본토의 1,800배에 달하여 위안부가 받은 고액이 사실은 가치가 없었음을 설명하는 등)
- 나카노 코이치 교수 : 위안부 문제에 대한 일본정부의 공식 사죄 거부가 일본 정부의 야스쿠니 역사관과 관련 깊음을 설명하며, 위안부 피해자 증언의 일부 자기 모순을 거짓말로 보는 우익의 관점을 강하게 비판한다

- 케네디 히사에 : 국제결혼으로 미국으로 이주한 일본계 미국인. 일본의 위신을 지키려고 위안부 문제를 부정하는 활동을 하다가 회의를 느끼고 관계를 끊고 일본 의익의 서양 언론 매수를 폭로하지만, 일본정부의 위안부 문제 관련 법적 책임은 인정하지 못한다. 이하는 영화에는 안 나오지만, 그녀는 영화에서 폭로한 서양 언론인과는 완전히 웬수가 되어서 서로 SNS로 공격하는 글을 올린다(금품 요구 vs 불륜 의혹). 그녀는 언론인 이름을 안 깠지만, 그 언론인은 그녀의 실명을 막 언급한다. 그녀의 최근 입장은 더 강경하게 일본정부의 법적 책임 부정으로 기울었다. 미국에 먼저 건너온 친척 아주머니가 향수병에 시달리며 일본 방송만 보는 모습을 목격하면서 자신도 일본이라는 뿌리를 놓칠 수 없다는 절실한 생각을 했던 경험이 있다.

- 타와라 요시후미 선생 : 일본 교과서 검정 절차의 악영향 설명. 정부가 아무 이유를 설명하지 않고 이미 집필된 교과서 원고를 불합격시키면 출판사는 망하기 때문에 알아서 길 수 밖에 없는 구조다.

- 나카무라 미치코 선생 : 일본군 성범죄 관련 2000년도 국제 모의재판 당시 NHK의 왜곡편집을 고발하고 당시 배후로 아베 신조 현 총리대신을 지목한다

- 우에무라 타카시 기자 : 아사히신문 재직 당시 위안부 기사를 일본 기자로서 최초로 집필한 이래 계속 집요한 협박과 스토킹을 받고 있다.

- 나눔의 집에 계신 어느 할머니의 따님 : 건강관계로 인터뷰를 할 수 없으신 어머님의 과거 증언을 들었을 당시 딸로서 본인의 안타까운 심경을 눈물 흘리며 이야기한다.

- 윤미향: 활동가. 한국정신대문제대책협의회 상임대표. 영화에서 위안부가 20만명이라는 윤미향 발언 다음에 일본 우익의 공격과 일본 진보적 교수들과 활동가들의 반론이 나온다. 영화에서 윤미향은 자신은 20만명이라는 숫자를 연구결과에서 단순인용했다고 설명하는데 일본 연구자들은 20만명설은 과장이며 우익에게 빌미를 줄 뿐이라고 설명한다. 특히 와타나베 미나는 과장을 선호하는 시민단체의 과욕을 경계하는 발언을 했다.

- 김창록: 법학자. 경북대학교 법학전문대학원 교수.

- 박유하

- 에릭 마: 샌프란시스코 시 전 고문.
- 프랭크 퀸테로: 글랜데일 전 시장.
- 이나영: 사회학 교수. 중앙대학교 사회학과 교수.
- 필리스 김(김현정) 선생 : 미국 교포인지 한국계 미국인인지는 안 나오지만 샌프란시스코 한ㅡ중ㅡ필 소녀상 건립운동 등 오랜 세월 할머니들 증언의 영어 통역을 맡았으며, 할머니들이 잊고 싶었던 수십년 전 과거 얘기를 하며 내용이 모순된다는 이유로 거짓말로 매도되는 상황에서 작은 세부라도 매번 똑같이 증언하려고 엄청난 집중과 피로를 느낀다고 설명한다
- 김학순 선생 : 직접 인터뷰는 하지 않았으나, 자료영상에서 위안부 시절을 당시 여성으로서 심리적인 고통에 촛점을 두어 호소력있게 인터뷰하는 모습이 나온다
- 이용수 선생 : 직접 인터뷰는 하지 않았으나, 자료영상에서 호통과 자상한 설득이 둘 다 뛰어난 모습으로 나온다. (이 영화 자체가 글랜데일 소녀상을 둘러싼 일본 우익의 공격으로 시작해서 샌프란시스코에 3개국 소녀상을 건립하는 부분으로 이어지며, 샌프란시스코 소녀상 건립을 둘러싼 찬반 양론 격렬한 토론회에서 일본정부의 전폭적 지지를 받는 일본계 미국인 주민들의 히스테리컬한 반대 속에서 이용수 선생이 너그럽고 따스한 미소와 평화로운 태도로 역사의 증인으로서의 입장을 증언하며 중국계, 일본계 평화운동가, 백인들에게 엄청난 존경을 받아 거사를 성사시켰다.)